# Brygady al-Kassam
Brygady al-Kassam, oficjalnie Brygady Męczennika Izz ad-Dina al-Kassama (arab. ‏كتائب الشهيد عز الدين القسام‎, Katāib aš-šahīd 'Izz ad-Dīn al-Qassām) – zbrojne skrzydło palestyńskiej organizacji Hamas.

## Historia
Brygady powstały w połowie 1991 roku, a ich zadaniem było doprowadzenie poprzez swoje ataki do zablokowania negocjacji w sprawie porozumień z Oslo. Ich nazwa nawiązuje do Izz ad-Din al-Kassama, muzułmańskiego kaznodziei i mudżahedina w Mandacie Palestyny.
Przed ich atakiem na Izrael 7 października 2023 roku, Brygady al-Kassam były najsilniejszą formacją zbrojną w Strefie Gazy. Ich liczebność oceniano na 40 000 bojowników. 30–35% z nich zginęło w trwającej od października 2023 wojnie w Strefie Gazy.
Brygady al-Kassam są uznane za organizację terrorystyczną przez Unię Europejską, Australię, Nową Zelandię, Egipt, i Wielką Brytanię. Chociaż nie wymieniono wyraźnie EQB, Stany Zjednoczone i Kanada uznały Hamas za organizację terrorystyczną.